# Dudești, Hunedoara
Dudești este un sat în comuna Luncoiu de Jos din județul Hunedoara, Transilvania, România.